# The Swiss Army Romance
The Swiss Army Romance é o álbum de estreia da banda Dashboard Confessional, lançado a 22 de abril de 2000.

## Faixas
1. "Screaming Infidelities" – 3:33
2. "The Sharp Hint of New Tears" – 3:02
3. "Living in Your Letters" – 3:40
4. "The Swiss Army Romance" – 3:06
5. "Turpentine Chaser" – 3:20 (Às vezes incorretamente chamada de "Broken Hearts And Concrete Floors")
6. "A Plain Morning" – 3:40
7. "Age Six Racer" (Às vezes incorretamente nomeada de "So Long Sweet Summer" em redes P2P e sites de letras) – 2:21
8. "Again I Go Unnoticed" – 2:24
9. "Ender Will Save Us All" – 5:14
10. "Shirts and Gloves" – 2:53
11. "Hold On" [Música Bônus] – 2:08
12. "This Is a Forgery" (re-issue bonus track) – 5:37
13. "Untitled" (faixa escondida, Bônus, às vezes ouvida como "Not Easy" ou "Not So Easy") – 4:02

## Paradas de Sucesso

### Álbum
| Ano  | Chart           | Posição Máxima |
| ---- | --------------- | -------------- |
| 2003 | Top Heatseekers | 39             |

### Singles
| Single                   | Chart                  | Posição Máxima |
| ------------------------ | ---------------------- | -------------- |
| "Screaming Infidelities" | Hot Modern Rock Tracks | 22             |